# 한천초등학교 (전남)
한천초등학교는 대한민국 전라남도 화순군에 있는 공립 초등학교이다.

## 학교 연혁
- 1935년 4월 1일: 능주공립보통학교 부설 금전간이학교 인가
- 1935년 4월 28일: 금전간이학교 개교

## 참고 자료
- 한천초등학교 - 한국교육학술정보원 학교알리미